# 6640 Falorni
A 6640 Falorni (ideiglenes jelöléssel 1990 DL) a Naprendszer kisbolygóövében található aszteroida. A San Vittore-obszervatórium fedezte fel 1990. február 24-én.